# Ceuthomantis cavernibardus
Ceuthomantis cavernibardus is een kikker uit de familie Ceuthomantidae en werd voor het eerst wetenschappelijk beschreven door Myers & Donnelly in 1997. De soort komt voor in het noorden van de provincie Amazonas in Venezuela op hoogtes van 1160 tot 1200 meter boven het zeeniveau.